# Dr. Kawashima's Devilish Brain Training: Can You Stay Focused?
Dr. Kawashima's Devilish Brain Training: Can You Stay Focused?, känt som Brain Age: Concentration Training i Nordamerika, är ett pusselspel utvecklat och utgivet av Nintendo till Nintendo 3DS. Det utgavs i Japan juli 2012 och februari året efter i Nordamerika. Spelet hade planerat frisläppande i Europa mars 2013, därefter 12 april 2013, före det skjutits upp till ett obestämt datum. Till sist släpptes spelet i Europa den 28 juli 2017, exakt fem år efter det ursprungliga lanseringsdatumet i Japan.
Devilish Brain Training har övningar som betonar koncentration och fokuserar på att träna spelarens arbetsminne. Koncentrationsövningarna, kallad "Devilish Training", har en dynamisk svårighet som anpassar sig spelarens förmågor. Spelet innehåller också övningar från de tidigare spelen i Brain Training-serien, Dr. Kawashima's Brain Training: How Old Is Your Brain? och More Brain Training from Dr. Kawashima: How Old Is Your Brain?, förutom nya aktiviteter. Den japanska professorn Ryuta Kawashima fungerar som värd och motivatör i spelet, och manifesterar sig som ett svävande huvud. När spelaren väljer spelläget "Devilish Training", ändrar han utseende till en oni, som är demoner från japansk mytologi med horn och röd hud. I Västvärlden var ordet oni lokaliserat som "djävul", därav namnet Devilish Training.